# Minnie Devereaux
Minnie Devereaux, conosciuta anche come Minnie Prevost o Minnie Ha Ha (Canadian, 1891 – Los Angeles, 5 giugno 1923), è stata un'attrice statunitense del cinema muto.
Di origine nativa, alcune fonti riportano che era di origine cheyenne, figlia di un capo. In un'intervista del 1917 si dichiarava che era nata da genitori cheyenne sfuggiti alle truppe di Custer durante la battaglia di Little Bighorn.

## Filmografia
- Old Mammy's Secret Code, regia di Charles Giblyn - cortometraggio (1915)
- Silent Heroes, regia di Jay Hunt - cortometraggio (1913)
- Fatty and Minnie He-Haw, regia di, non accreditato, Roscoe 'Fatty' Arbuckle - cortometraggio (1914)
- Il vile (The Coward), regia di Reginald Barker e Thomas H. Ince (1915)
- Mickey, regia di F. Richard Jones, James Young (1918)
- A Daughter of the Wolf, regia di Irvin Willat (1919)
- Rose of the West, regia di Harry F. Millarde (1919)
- Up in Mary's Attic, regia di William Watson (1920)
- Food for Scandal, regia di James Cruze (1920)
- Jim il minatore ('If Only' Jim), regia di Jacques Jaccard (1920)
- Avvoltoi della foresta (A Ridin' Romeo), regia di George Marshall (1921)
- By Right of Birth, regia di Harry A. Gant - cortometraggio (1921)
- Suzanna, regia di F. Richard Jones (1922) [1][2]
- The Girl of the Golden West, regia di Edwin Carewe (1923)